# Мала Домаша
Мала Домаша (словац. Malá Domaša) — село в Словаччині, Врановському окрузі Пряшівського краю.
Уперше згадується у 1317 році.
У селі є римо-католицький костел стилі бароко (1742), перебудований на початку XX століття.

## Географія
Розташоване в східній частині Словаччини в південній частині Низьких Бескидів в долині Ондави. Збудовано водосховище Мала Домаша.

## Населення
| Рік:            | 1994. | 2004.    | 2014.    | 2024.    |
| --------------- | ----- | -------- | -------- | -------- |
| Кількість осіб: | 409   | 451      | 508      | 706      |
| Різниця:        |       | +10,26 % | +12,63 % | +38,97 % |

| Рік:            | 2023. | 2024.   |
| --------------- | ----- | ------- |
| Кількість осіб: | 691   | 706     |
| Різниця:        |       | +2,17 % |

У селі проживає 449 осіб.
Національний склад населення (за даними перепису 2001 року):
- словаки — 99,56 %,
- українці — 0,22 %.

Склад населення за приналежністю до релігії станом на 2001 рік:
- римо-католики — 89,56 %,
- греко-католики — 7,78 %,
- протестанти — 0,22 %,
- православні — 0,22 %,
- не вважають себе вірянами або не належать до жодної конфесії — 0,88 %.